# Poggibonsi
Poggibonsi är en ort och kommun i provinsen Siena i regionen Toscana i Italien. Kommunen hade 28 948 invånare (2018).